# Ikuko Tani
Ikuko Tani (谷 育子 Tani Ikuko?) (nacida el 9 de abril de 1939) es una actriz japonesa, seiyū y narradora nacida en Tokio unida a la Mausu Promotion. Ella es mayormente conocida por sus roles en Tanoshii Moomin Ikka (como Moominmamma), Bob Esponja (como Patricio Estrella) y las traducciones en japonés de la serie de películas de Harry Potter (como Minerva McGonagall).

## Roles

### Anime
- Cowboy Bebop (Yun)
- Fune wo Amu (Take Hayashi)[1]
- Ghost Hound (Himeko Ōgami)
- Ginga Tetsudō 999 (Emeraldes)
- Kuma Miko (Fuchi Amayadori)
- Kimetsu no Yaiba - Hisa
- Kumo no Yō ni, Kaze no Yō ni (Kin)
- Little Witch Academia (Miranda Holbrooke)
- Naruto Shippuden (Chiyo)
- Tanoshii Mūmin Ikka (Moominmamma)
- Yu-Gi-Oh! Zexal (Haru Tsukumo)

### Videojuegos
- Kingdom Hearts Birth by Sleep (El Gran Concejal)
- Pandora's Tower (Graiai)
- Zack and Wiki: Quest for Barbaros' Treasure (Dios)

### Traducciones
- Brothers & Sisters (Nora Walker)
- El Chavo del 8 (Quico)
- The Gift (Abuela de Annie)
- Harry Potter y la piedra filosofal (Minerva McGonagall)
- Harry Potter y la cámara secreta (Minerva McGonagall)
- Harry Potter y el prisionero de Azkaban (Minerva McGonagall)
- Harry Potter y el cáliz de fuego (Minerva McGonagall)
- Harry Potter y la Orden del Fénix (Minerva McGonagall)
- Harry Potter y el príncipe mestizo (Minerva McGonagall)
- Harry Potter y las Reliquias de la Muerte: parte 2 (Minerva McGonagall)
- Una serie de eventos desafortunados (Tía Josephine)
- Los Otros (Bertha Mills)
- The Princess Diaries (Reina Clarisse Renaldi)
- The Princess Diaries 2: Royal Engagement (Reina Clarisse Renaldi)
- Vacaciones en Roma (Edición del 2004 en Nippon TV) (Condesa Vereberg)
- Spider-Man (película) (May Parker)
- Spider-Man 2 (May Parker)
- Spider-Man 3 (May Parker)
- Star Trek: La nueva generación (Katherine Pulaski)
- Titanic (Edición vídeo/DVD) (Margaret Brown)

#### Animación
- Vacas Vaqueras (Señorita Calloway)
- Lilo & Stitch (El Gran Concejal)
- Bob Esponja (Patricio Estrella, Perlita Cangrejo, Señora Puff, Sirenoman (segunda voz), Jim)
- La familia del futuro (Lucille Robinson (anciana))
- Hormguitaz (Reina)